# طاحونة السيد فابر (فلم)
طاحونة السيد فابر هو فيلم جزائري تم إنتاجه عام 1973، وأخرجه أحمد راشدي. مثلت فيه نُخبة من الفنانين المصريين مثل عزت العلايلي، وعبد المنعم مدبولي، إلى جانب الممثل الأمريكي جاك روفيلو.

## ملخص الفيلم
تدور أحداث الفيلم حول فترة سياسية من حياة الجزائر ما بعد الاستقلال بين عامي 1963 و1965 في بلدة نائية تقع على الحدود بين الجزائر وتونس ساهمت أيضاً في الثورة الجزائرية (1954 - 1962) وهاهي بعد الاستقلال تعيش حياتها اليومية، وبين القرارات والممارسات التي تصدر عن الجزائر العاصمة.

## روابط خارجية
- مقالات تستعمل روابط فنية بلا صلة مع ويكي بيانات